# Aguiar da Beira (gemeente)
Aguiar da Beira is gemeente (en plaats) in het Portugese district Guarda.
De gemeente heeft een totale oppervlakte van 207 km² en telde 6247 inwoners in 2001.

## Plaatsen in de gemeente
De gemeente bestaat uit de volgende freguesia:
- Aguiar da Beira
- Carapito
- Cortiçada
- Coruche
- Dornelas
- Eirado
- Forninhos
- Gradiz
- Pena Verde
- Pinheiro
- Sequeiros
- Souto de Aguiar da Beira
- Valverde